# Antoine de La Faye
Antoine de La Faye (* 1540 in Châteaudun; † 5. September anderes Datum 3. September 1615 in Genf) war ein französisch-genfer evangelischer Geistlicher und Hochschullehrer.

## Leben

### Familie
Antoine de La Faye war der Sohn seines gleichnamigen Vaters Antoine de La Faye (* um 1510; † unbekannt) und dessen Ehefrau Marguerite (geb. Jumillat) (* um 1515; † unbekannt); er hatte noch drei Geschwister.
Er war seit dem 4. Januar 1564 mit Gabrielle (* um 1540; † 4. September 1615 in Genf), Tochter von Etienne Lullier (1503–1561) verheiratet. Ihr Sohn Abraham de La Faye war später Sprachmeister der Fürsten von Sachsen-Weimar und Lektor für Französisch am Casimirianum Coburg und an der Universität Wittenberg.
Er starb, ebenso wie seine Ehefrau, an der Pest.

### Werdegang
In der Zeit von 1561 bis 1574 war Antoine de La Faye Lehrer am Gymnasium (heute: Collège Calvin) in Genf, bevor er 1575 deren Rektor wurde; in dieser Zeit erfolgte auch 1568 seine Einbürgerung in Genf.
1574 promovierte er zum Doktor der Medizin in Italien.
Bereits 1576 lehrte er an der Académie de Genève aushilfsweise Recht und ab 1577 war er anfangs Dozent für Philosophie an der Akademie. Er erhielt dort 1578, mit Unterstützung von Théodore de Bèze, den Lehrstuhl für Philosophie; er lehrte in diesem Fach bis 1580. Von 1581 bis 1610 war er Professor für Theologie und von 1580 bis 1584 Rektor an der Akademie. 1605 folgte er als Erster Theologieprofessor der Akademie dem verstorbenen Théodore de Bèze.
Zu seinen Studenten gehörten unter anderem Antonius Thysius der Ältere und Johannes Polyander a Kerckhoven.

### Geistliches und berufliches Wirken
1579 wurde Antoine de La Faye Pfarrer in Chancy und 1580 in Genf.
Giordano Bruno verfasste 1579 eine Streitschrift gegen ihn, wurde deswegen kurzzeitig inhaftiert und widerrief diese dann wieder.
1586 begleitete er den Calvinisten Théodore de Bèze an das Kolloquium von Montbéliard, der dort ein Religionsgespräch mit dem lutherischen Theologen Jakob Andreae führte. Einen Streitpunkt bildeten die Adiaphora im Gottesdienst, darunter auch die Orgel als fest im Kirchenraum installiertes Instrument. Das Kolloquium konnte sich jedoch zu keinem Abkommen durchringen.
1587 erhielt er, gemeinsam mit Simon Goulart und Johannes Baptist Rotan († 1588), von der Compagnie des pasteurs den Auftrag, das Vorwort zur Genfer Bibel, die 1594 erschien, zu verfassen. Er wurde 1587 auch zu einer Konferenz nach Bern delegiert, und die Synode von Montauban berief ihn 1594 in die Kommission, die auf die Schriften gegen die Reformation reagieren sollte.
Sein theologisches Werk bestand überwiegend aus Thesensammlungen. Er übersetzte mit seiner Schrift L’Histoire romaine Werke von Titus Livius und mit Histoire des Juifs von Flavius Josephus ins Französische und veröffentlichte auch einige Bibelauslegungen.
Seine Schrift von 1606 über das Leben von Théodore de Bèze wurde vom Genfer Rat zensiert.

## Schriften (Auswahl)
- Theses theologicae De vernaculis Bibliorum interpretationibus, deque precibus publicis et sacris lingua vernacula peragendis. 1592.
- De lege Dei. 1596.
- Histoire Romaine De Tite Live Padouan. Paris: Gilles, 1597.
- Theses Theologicae De Sacramento Baptismi. Genevae: Carterius, 1597.
- Brief traitté de la vertu de la croix, et de la maniere de l'honorer. Genève: Antoine Blanc, 1597.
- Théodore de Bèze; Wenceslas Morkowsky de Zastrisell; Jacques Lect; Jean Jaquemot; George Buchanan; Jean Tagaut; Antoine de Chandieu; Florent Chrestien; Henri Estienne; Antoine-Raoul Chevalier; Antoine de La Faye; Joannes Paludius: Theodori Bezae Vezelii Poemata varia. Sylvae. Elegiae. Epitaphia. Epigrammata. Icones. Emblemata. Cato censorius. Omnia ab ipso auctore in unum nunc corpus collecta et recognita. Genève: Henri II Estienne & Jacob Stoer, 1597.
- Les Oevvres De Flave Ioseph Fils De Matthias. Paris: Le Prevx, 1598.
- Geneva liberata. Genevae: Chovetus, 1602.
- Replique chrestienne a la response de M.F. de Sales, se disant Evesque de Geneve, sur le Traicté de la vertu et adoration de la croix. Geneva: 1604.
- Enchiridion theologicum, aphoristica methodo compositum ex disputationibus Antonii Fayi, ecclesiastae et sacrarum literarum professoris. Genevae. Genevae: Apud J. Chouet, 1605.
- De vita et obitu Theodori Bezae vezelii. Geneva: 1606.
- De baptismo in genere. Geneva: 1606.
- In librum Salomonis qui inscribitur Ecclesiastes commentarius ; accessit ejusdem commentarius in Psalmum XLIX. Geneva: Chouet, 1609.
- In divi Pauli apostoli Epistolam priorem ad Timotheum commentarius Antonii Fayi. Accessit ejusdem Commentarius in Psal. 87. Geneva: Chouet, 1609.
- Emblemata et epigrammata miscellanea. Geneva: Chouet, 1610.